# Pancawarna
Pancawarna is een bestuurslaag in het regentschap Ogan Komering Ilir van de provincie Zuid-Sumatra, Indonesië. Pancawarna telt 3527 inwoners (volkstelling 2010).